# Tiro nos Jogos Paralímpicos de Verão de 2012 - Carabina três posições 50 m feminino SH1
A prova de carabina três posições 50 metros feminino na classe SH1 do tiro nos Jogos Paralímpicos de Verão de 2012 foi disputada no dia 6 de setembro no The Royal Artillery Barracks, em Londres.

## Medalhistas
| Ouro   | CHN Zhang Cuiping       |
| Prata  | CHN Dang Shibei         |
| Bronze | SVK Veronika Vadovičová |

## Resultados

### Fase de qualificação
| Pos. | Atleta                  | 1  | 2   | D   | 3  | 4  | P   | 5  | 6  | J   | Total | Notas |
| ---- | ----------------------- | -- | --- | --- | -- | -- | --- | -- | -- | --- | ----- | ----- |
| 1    | CHN Zhang Cuiping       | 97 | 99  | 196 | 96 | 94 | 190 | 94 | 97 | 191 | 577   | Q     |
| 2    | CHN Dang Shibei         | 96 | 96  | 192 | 94 | 98 | 192 | 95 | 97 | 192 | 576   | Q     |
| 2    | SVK Veronika Vadovičová | 97 | 99  | 196 | 92 | 97 | 189 | 96 | 95 | 191 | 576   | Q     |
| 4    | KOR Lee Yun-Ri          | 96 | 100 | 196 | 84 | 96 | 180 | 95 | 96 | 191 | 567   | Q     |
| 5    | GER Manuela Schmermund  | 97 | 95  | 192 | 93 | 91 | 184 | 94 | 96 | 190 | 566   | Q     |
| 6    | POL Jolanta Szulc       | 97 | 97  | 194 | 91 | 90 | 181 | 92 | 94 | 186 | 561   | Q     |
| 7    | GBR Karen Butler        | 99 | 96  | 195 | 87 | 87 | 174 | 95 | 95 | 190 | 559   | Q     |
| 8    | KOR Lee Yoo-Jeong       | 95 | 96  | 191 | 89 | 89 | 178 | 92 | 95 | 187 | 556   | Q     |
| 9    | THA Wasana Keatjaratkul | 99 | 96  | 195 | 92 | 87 | 179 | 91 | 90 | 181 | 555   |       |
| 10   | CHN He Huan             | 94 | 96  | 190 | 89 | 93 | 182 | 91 | 88 | 179 | 551   |       |
| 11   | GER Natascha Hiltrop    | 98 | 97  | 195 | 90 | 85 | 175 | 89 | 86 | 175 | 545   |       |
| 12   | ITA Azzurra Ciani       | 94 | 97  | 191 | 89 | 85 | 174 | 92 | 86 | 178 | 543   |       |
| 13   | FRA Delphine Fischer    | 95 | 99  | 194 | 80 | 83 | 163 | 78 | 92 | 170 | 527   |       |

### Fase final
| Pos.   | Atleta                  | Qual. | 1    | 2    | 3    | 4    | 5    | 6    | 7    | 8    | 9    | 10   | Final | Total |
| ------ | ----------------------- | ----- | ---- | ---- | ---- | ---- | ---- | ---- | ---- | ---- | ---- | ---- | ----- | ----- |
| Ouro   | CHN Zhang Cuiping       | 577   | 8.8  | 9.5  | 9.9  | 10.1 | 9.4  | 10.6 | 10.4 | 10.3 | 10.0 | 10.6 | 89.0  | 676.6 |
| Prata  | CHN Dang Shibei         | 576   | 10.0 | 10.0 | 10.0 | 9.9  | 8.6  | 10.0 | 9.7  | 10.3 | 7.7  | 9.5  | 86.2  | 671.7 |
| Bronze | SVK Veronika Vadovičová | 576   | 10.8 | 9.6  | 9.7  | 8.3  | 9.5  | 10.1 | 8.8  | 8.9  | 8.3  | 9.6  | 84.0  | 669.6 |
| 4      | KOR Lee Yunri           | 567   | 10.0 | 10.2 | 10.1 | 10.0 | 10.1 | 10.2 | 9.4  | 10.4 | 10.6 | 10.6 | 91.0  | 668.6 |
| 5      | GER Manuela Schmermund  | 566   | 10.0 | 9.9  | 10.3 | 8.2  | 9.3  | 10.4 | 7.5  | 8.4  | 10.5 | 9.8  | 84.5  | 660.3 |
| 6      | POL Jolanta Szulc       | 561   | 10.4 | 7.8  | 8.4  | 9.1  | 9.8  | 7.4  | 9.1  | 9.3  | 7.0  | 10.0 | 78.3  | 649.3 |
| 7      | GBR Karen Butler        | 559   | 8.9  | 9.5  | 8.6  | 7.2  | 8.9  | 10.2 | 10.0 | 10.6 | 9.5  | 8.4  | 83.4  | 650.8 |
| 8      | KOR Lee Yoo-Jeong       | 556   | 9.7  | 6.9  | 10.0 | 10.6 | 8.3  | 8.6  | 9.2  | 9.7  | 9.7  | 9.8  | 82.7  | 648.5 |

Legenda
| Recorde mundial      | Recorde mundial (World record)               |                       | Recorde africano                      | Recorde africano (African) |                                           | Q | Classificado por posição (Qualified) |
| Recorde paralímpico  | Recorde paralímpico (Paralympic record)      | Recorde da América    | Recorde da América (Americas)         | q                          | Classificado por melhor tempo (Qualified) |   |                                      |
| Melhor marca do ano  | Melhor marca do ano (World leading)          | Recorde asiático      | Recorde asiático (Asian)              | DNS                        | Não largou (Did not start)                |   |                                      |
| Recorde nacional     | Recorde nacional (National record)           | Recorde europeu       | Recorde europeu (European)            | DNF                        | Não terminou (Did not finish)             |   |                                      |
| Recorde pessoal      | Recorde pessoal do atleta (Personal best)    | Recorde da Oceania    | Recorde da Oceania (Oceania)          | DSQ / DQ                   | Desclassificado (Disqualified)            |   |                                      |
| Recorde da temporada | Recorde da temporada do atleta (Season best) | Recorde sul-americano | Recorde sul-americano (South America) | NM                         | Sem marca (No mark)                       |   |                                      |